# Ère Kentoku
L'ère Kentoku (建徳) est une des ères du Japon de la Cour du Sud durant l'époque Nanboku-chō après l'ère Shōhei et avant l'ère Bunchū. Cette ère couvre la période allant du mois de juillet 1370 au mois d'avril 1372. Les empereurs régnants sont Chōkei à la Cour du Sud et Go-En'yū à la Cour du Nord.

## Contexte de l'ère Nanboku-chō

Les sièges impériaux durant l'époque Nanboku-chō sont relativement proches l'un de l'autre mais géographiquement distincts. Ils sont conventionnellement identifiés ainsi :
Capitale du nord : Kyoto
Capitale du sud : Yoshino.

Au cours de l'ère Meiji, un décret impérial daté du 3 mars 1911 établit que les monarques régnants légitimes de cette époque sont les descendants directs de l'empereur Go-Daigo par l'empereur Go-Murakami dont la Cour du Sud a été établie en exil à Yoshino, près de Nara.
Jusqu'à la fin de l'époque d'Edo, les empereurs usurpateurs (en supériorité militaire) et  soutenus par le shogunat Ashikaga sont erronément inclus dans les chronologies impériales  en dépit du fait incontestable que les insignes impériaux ne sont pas en leur possession.
Cette Cour du Nord illégitime est établie à Kyoto par Ashikaga Takauji.
Le nengō équivalent auprès de la Cour du Nord est l'ère Ōan

## Changement d'ère
- 1370 : Le nom de la nouvelle ère est créé pour marquer un événement ou une succession d'événements. La précédente ère se termine quand commence la nouvelle, en Shohei 25.

## Événements de l'ère Kentoku
| Kentoku   | 1re  | 2e   | 3e   |
| Grégorien | 1370 | 1371 | 1372 |